# Хатьков, Игорь Евгеньевич
И́горь Евге́ньевич Хатько́в (род. 6 апреля 1967 года, Ташкент) — российский хирург-онколог, академик РАН (2022), доктор медицинских наук, профессор, директор Московского клинического научного центра имени А. С. Логинова ДЗМ (в прошлом ГБУЗ «Центральный научно-исследовательский институт гастроэнтерологии ДЗМ»), заведующий кафедрой факультетской хирургии № 2 Российского университета медицины Министерства здравоохранения Российской Федерации. Главный внештатный специалист — онколог Департамента здравоохранения города Москвы. Лауреат Государственной премии РФ в области науки и технологий (2022).

## Биография
Родился 6 апреля 1967 года в Ташкенте. В 1990 году с отличием окончил лечебный факультет Саратовского государственного медицинского института.
В 1994 году защитил диссертацию на соискание учёной степени кандидата медицинских наук по теме «Одномоментное лечение сочетанной хирургической патологии».
В 1999 году защитил диссертацию на соискание учёной степени доктора медицинских наук по теме «Предупреждение осложнений в лапароскопической хирургии».
В 1993—1997 годах работал врачом-хирургом в Объединённой больнице лечебно-санаторного объединения.
В 1997—2006 годах работал на кафедре общей хирургии лечебного факультета Московского государственного медико-стоматологического университета им. А. И. Евдокимова, в 1997—2002 годах — в должности доцента, в 2002—2006 годах — в должности профессора. С 2006 года является заведующим кафедрой факультетской хирургии № 2 лечебного факультета.
С сентября 2012 года возглавляет Центральный научно-исследовательский институт гастроэнтерологии. Под его руководством была проведена реорганизация ЦНИИГ и ГКБ № 60 в многопрофильный лечебный центр экспертного уровня — ГБУЗ МКНЦ ДЗМ.
В ноябре 2014 года назначен главным внештатным специалистом — онкологом Департамента здравоохранения города Москвы.
В 2016 году был избран членом-корреспондентом РАН.
Эксперт в лапароскопической абдоминальной хирургии и онкологии с максимальным использованием миниинвазивных технологий, включая вмешательства на органах малого таза и забрюшинного пространства.
Является одним из родоначальников применения в России лапароскопической хирургии в онкологии (хирургия желудка, поджелудочной железы, колоректальные, урологические и гинекологические вмешательства). Имеет опыт выполнения роботических операций.
Хатьков впервые в России выполнил лапароскопическую панкреато-дуоденальную резекцию. В настоящее время такие операции выполняют всего в двух центрах в мире: в МКНЦ и Клинике Мэйо (США).
В 2022 году был избран академиком Российской академии наук.

## Научная деятельность
Автор более 280 научных работ, 5 монографий, в том числе соавтором двух Европейских руководств по хирургии, 7 учебно-методических пособий, имеет 4 патента на изобретения. Индекс Хирша — 13.
Под его руководством защищены 3 докторские и 12 кандидатских диссертаций.
Имеет более 40 выступлений с докладами на международных конференциях.
Хатьков является инициатором создания образовательных программ для медицинских специалистов, включая образовательные интернет-порталы.
Член Правления Российского общества эндоскопических хирургов, член Правления общества хирургов-гепатологов стран СНГ, член Европейской ассоциации хирургов — онкологов (ESSO), член Американского общества клинических онкологов (ASCO), член Европейской ассоциации эндоскопической хирургии (EAES), эксперт исследовательского комитета EAES.
Является Президентом Российского Панкреатологического клуба.
В 2020 году избран Почётным членом Американской Ассоциации хирургов (ASA).

## Почётные звания и награды
- Государственная премия Российской Федерации в области науки и технологий (2023) — за научное обоснование и внедрение в клиническую практику концепции минимально инвазивного хирургического лечения онкологических заболеваний[8][9].
- Премия Правительства Российской Федерации в области науки и техники (2020) — за разработку и внедрение в клиническую практику инновационных алгоритмов диагностики и лечения хронического панкреатита в целях улучшения здоровья населения Российской Федерации[10]
- Орден «За заслуги перед Отечеством» III степени (2020) — за значительный вклад в развитие здравоохранения и медицинской науки[11].
- Нагрудный знак «Отличник здравоохранения» (2019)
- Памятная медаль А. В. Вишневского за заслуги в области медицинской науки (2013)
- Почётная грамота министра здравоохранения России (2010)
- Награда Европейской ассоциации по эндоскопической хирургии за лучшие работы по темам выполнения лапароскопических операций у онкологических больных и лапароскопических вмешательств при опухолях панкреатодуоденальной зоны в Праге (2009)